# Welsh Cup 2011-2012
La Coppa del Galles 2011-2012 è la 125ª edizione del trofeo. È iniziata il 14 agosto 2011 ed è terminata nel maggio 2012. Il Llanelli è la squadra detentrice del trofeo. La squadra vincitrice sarà ammessa al secondo turno di qualificazione della UEFA Europa League 2012-2013.

## Primo turno
Le partite si sono giocate tra il 28 settembre e il 1º ottobre 2011.
| Squadra 1               | Risultato         | Squadra 2             |
| ----------------------- | ----------------- | --------------------- |
| Bridgend Town           | 2 – 0             | Splott Albion         |
| Taff's Well             | 5 – 4 (dts)       | Undy Athletic         |
| Barmouth & Dyffrin      | 4 – 1             | Ruthin Town           |
| Buckley Town            | 4 – 0             | Penrhyncoch           |
| Caersws                 | 1 – 1 (4 – 2 dtr) | Conwy United          |
| Carno                   | 0 – 2             | Coedpoeth United      |
| Cefn Druids             | 6 – 1             | Caernarfon Town       |
| GAP Connah's Quay       | 7 – 2             | Gwalchmai             |
| Llangefni Town          | 2 – 3 (dts)       | Denbigh Town          |
| Llanidloes Town         | 4 – 3             | Glantraeth            |
| Porthmadog              | 3 – 1             | Bethesda Athletic     |
| Rhos Aelwyd             | 0 – 1             | Guilsfield            |
| Rhyl                    | 5 – 0             | Gresford Athletic     |
| Flint Town United       | 5 – 1             | Chirk A.A.A.          |
| Penycae                 | 1 – 2             | Cefn                  |
| Venture Community       | 1 – 3             | Llandudno             |
| Montgomery Town         | 4 – 0             | Connah's Quay Town    |
| Llanrhaeadr             | 1 – 6             | Holyhead Hotspurs     |
| Llandrindod Wells       | 3 – 3 (4 – 1 dtr) | Llanrug United        |
| Abertillery Bluebirds   | 0 – 2             | Caerau                |
| Porth                   | 2 – 0             | Aberbargoed Buds      |
| Bryntirion Athletic     | 3 – 1             | Cwmbran Town          |
| Caerleon                | 1 – 0             | Aberaman Athletic     |
| Caldicot Town           | 2 – 4             | Newport Civil Service |
| Cambrian & Clydach Vale | 5 – 1             | Monmouth Town         |
| Cardiff Corinthians     | 2 – 0             | Cwmaman Institute     |
| Dinas Powys             | 0 – 2             | Builth Wells          |
| Goytre                  | 3 – 1             | Aberaeron             |
| Goytre United           | 1 – 0             | Ton Pentre            |
| Pontardawe Town         | 3 – 0             | Treowen Stars         |
| Rhosgoch Rangers        | 2 – 6             | Merthyr Saints        |
| Risca United            | 0 – 4             | Newbridge-on-Wye      |
| Tata Steel              | 3 – 1             | Newcastle Emlyn       |
| West End                | 2 – 0             | Cwmbran Celtic        |
| UWIC Inter Cardiff      | 0 – 2             | Haverfordwest County  |
| Merthyr Town            | 0 – 3             | Barry Town            |

## Secondo turno
Le partite si sono giocate il 4 e il 5 novembre 2011.
| Squadra 1               | Risultato   | Squadra 2           |
| ----------------------- | ----------- | ------------------- |
| Bridgend Town           | 5 – 3 (dts) | Tata Steel          |
| Porth                   | 3 – 0       | Pontardawe Town     |
| Bryntirion Athletic     | 5 – 2       | Goytre              |
| Builth Wells            | 0 – 5       | Taff's Well         |
| Caerau (Ely)            | 1 – 8       | Goytre Utd          |
| Caerleon                | 3 – 4       | Merthyr Saints      |
| West End                | 2 – 1       | Cardiff Corinthians |
| Newport Civil Service   | 2 – 0       | Newbridge-on-Wye    |
| Cambrian & Clydach Vale | 2 – 0       | Llandrindod Wells   |
| Barmouth & Dyffryn      | 0 – 3       | Caersws             |
| Buckley Town            | 5 – 2       | Holyhead Hotspur    |
| Cefn Druids             | 8 – 0       | Coedpoeth Utd       |
| Denbigh Town            | 1 – 2 (dts) | Flint Town Utd      |
| Guilsfield              | 1 – 3       | Llandudno           |
| Llanidloes Town         | 0 – 2       | GAP Connah's Quay   |
| Montgomery Town         | 3 – 7       | Cefn                |
| Porthmadog              | 2 – 3       | Rhyl                |
| Haverfordwest County    | 1 – 2 (dts) | Barry Town          |

## Terzo turno
Le partite si sono giocate tra il 30 novembre e il 4 dicembre 2011.
| Squadra 1         | Risultato         | Squadra 2               |
| ----------------- | ----------------- | ----------------------- |
| Newport County    | 3 – 2             | Barry Town              |
| Carmarthen Town   | 2 – 1             | Bridgend Town           |
| Porth             | 0 – 0 (4 – 3 dtr) | Cambrian & Clydach Vale |
| Cefn              | 1 – 6             | Aberystwyth Town        |
| Merthyr Saints    | 0 – 6             | Bala Town               |
| Flint Town Utd    | 4 – 0             | Newport Civil Service   |
| The New Saints    | 6 – 0             | Bryntirion Athletic     |
| Wrexham           | 1 – 2 (dts)       | Airbus UK Broughton     |
| Caersws           | 0 – 1             | Llandudno               |
| Buckley Town      | 4 – 3             | Taff's Well             |
| Newtown           | 1 – 2 (dts)       | Rhyl                    |
| Bangor City       | 2 – 4             | Llanelli                |
| GAP Connah's Quay | 1 – 2             | Cefn Druids             |
| Prestatyn Town    | 6 – 2             | Goytre Utd              |
| Port Talbot Town  | 0 – 1             | Afan Lido               |
| Neath Athletic    | 4 – 0             | West End                |

## Quarto turno
Le partite si sono giocate il 28 gennaio 2012.
| Squadra 1        | Risultato         | Squadra 2           |
| ---------------- | ----------------- | ------------------- |
| Rhyl             | 3 – 3 (4 – 5 dtr) | Llanelli            |
| Afan Lido        | 2 – 2 (4 – 5 dtr) | Airbus UK Broughton |
| Buckley Town     | 2 – 4 (dts)       | Bala Town           |
| Flint Town Utd   | 1 –3              | Neath Athletic      |
| Aberystwyth Town | 1 – 1 (5 – 4 dtr) | Llandudno           |
| The New Saints   | 4 – 0             | Newport County      |
| Prestatyn Town   | 0 – 2             | Cefn Druids         |
| Carmarthen Town  | 3 – 1 (dts)       | Porth               |

## Quarti di finale
Le partite si sono giocate il 25 febbraio 2012.
| Squadra 1           | Risultato         | Squadra 2       |
| ------------------- | ----------------- | --------------- |
| Bala Town           | 1 – 1 (5 – 4 dtr) | Llanelli        |
| Airbus UK Broughton | 3 – 1             | Carmarthen Town |
| Aberystwyth Town    | 0 – 1             | Cefn Druids     |
| The New Saints      | 1 – 0             | Neath Athletic  |

## Semifinali
Le partite si sono giocate il 31 marzo 2012.
| Squadra 1           | Risultato | Squadra 2      |
| ------------------- | --------- | -------------- |
| Airbus UK Broughton | 1 – 4     | Cefn Druids    |
| Bala Town           | 0 – 4     | The New Saints |

## Finale
| Arbitro: | Kevin Parry |

|  |           |                           |
|  | Marcatori | 14’ Draper 15’ Darlington |